# Сражение на Немане (1920)
Сражение на Немане — последнее крупное сражение советско-польской войны 1919—1921 годов, проходившее в течение 20 — 26 сентября 1920 года. В ходе сражения польские войска окончательно довершили разгром Западного фронта РККА, что привело к поражению Советской России в войне.

## Предшествующие события

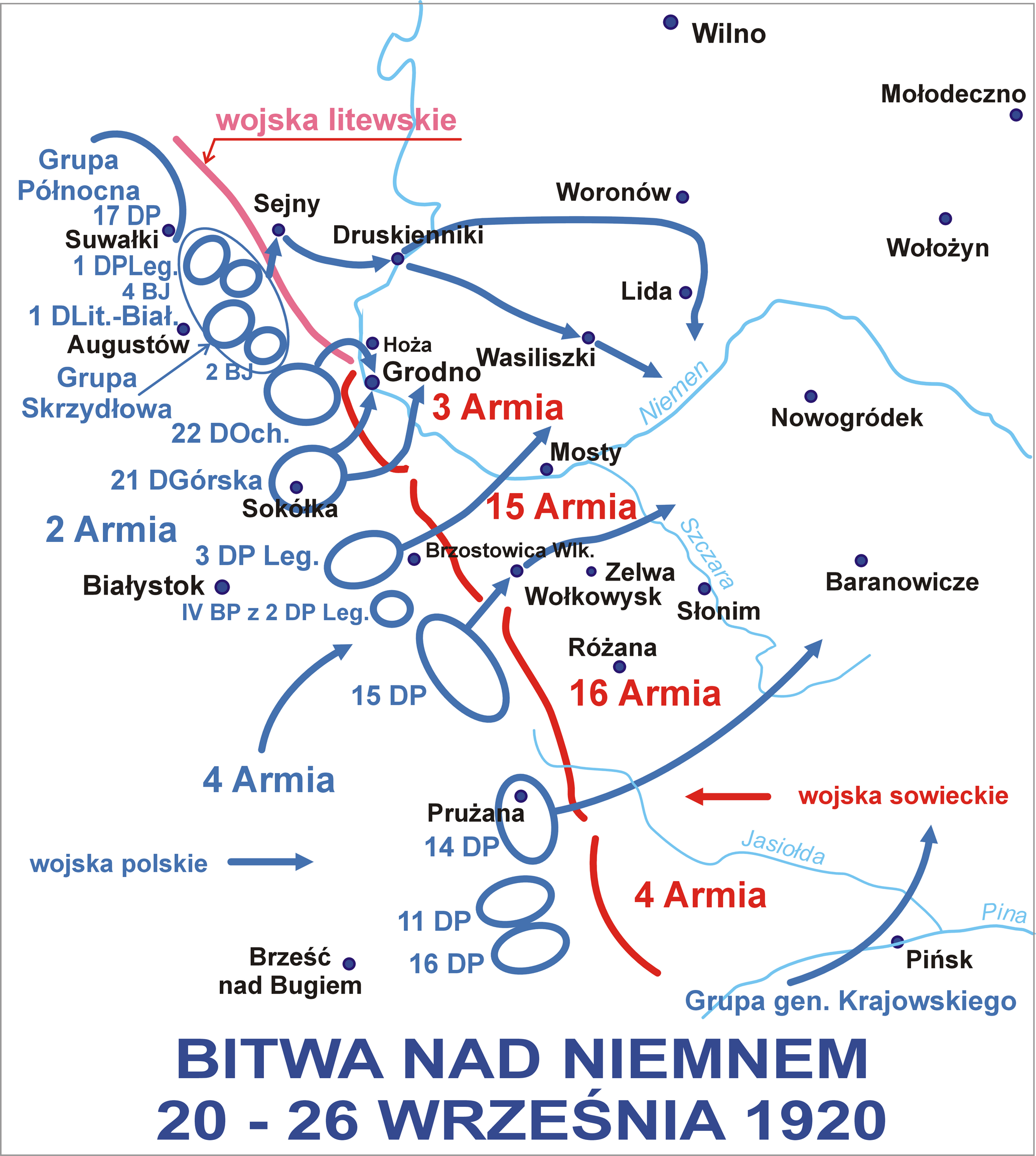

13—18 августа силы Западного фронта РККА были разбиты под Варшавой; в сражении под Комаровым (30 августа — 2 сентября) польская кавалерия нанесла поражение 1-й Конной армии. На южном участке фронта к 21 сентября польские войска полностью уничтожили все три армии Юго-Западного фронта. К этому моменту единственной боеспособной силой Красной Армии остались уцелевшие части Западного фронта. К 26 августа Тухачевский закрепился на линии рек Неман — Щара — Свислочь, используя при этом в качестве второго рубежа обороны оставшиеся с Первой мировой войны мощные германские укрепления. Из России к Тухачевскому поступали свежие подкрепления и вооружения. Кроме того, в армию возвратились более 30 тысяч человек из числа интернированных в Восточной Пруссии. Постепенно Тухачевскому удалось почти полностью восстановить боевой состав фронта. На 1 сентября фронт располагал 73 тысячами бойцов и 220 орудиями. По приказу Каменева Тухачевский готовил новое наступление.

## Сражение на Немане
10 сентября в своей брестской штаб-квартире Юзеф Пилсудский встретился с командующими 3-й и 4-й армий и изложил им свой план наступления. Мощной атакой на Гродно и Волковыск связать основные силы противника. В то время, как ударная группа 2-й армии через территорию Литвы выйдет в глубокий тыл передовых частей Красной Армии, держащих оборону на Немане. 12 сентября Тухачевский отдал приказ о наступлении на Влодаву и Брест южным флангом Западного фронта, включающим 4-ю (собранную из остатков Мозырской группы) и 12-ю армии. Однако, и этот приказ был перехвачен и расшифрован польской радиоразведкой. В тот же день внезапным ударом поляки прорвали оборону 12-й армии и взяли Ковель. Это поставило под угрозу окружения всю южную группировку Западного фронта. 4-я и 12-я армии в спешном порядке начали отступление на восток. За ними вынуждены были отойти и правофланговые части 14-й армии.

### Силы сторон

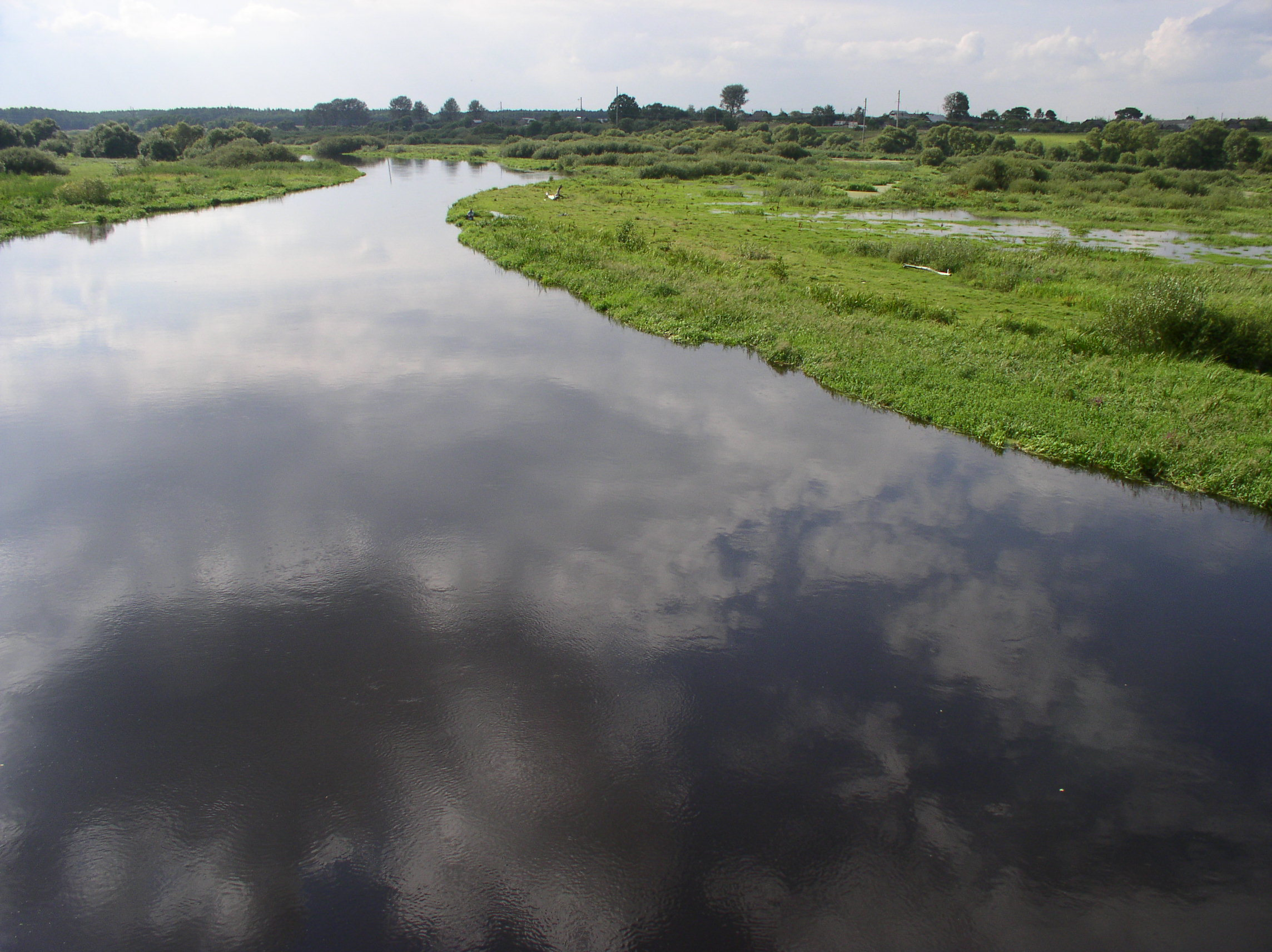
Река Свислочь

Оборонительный рубеж Западного фронта на Немане держали:

#### 3-я армия(северный фланг Западного фронта)
Командарм Владимир Лазаревич
- 5-я, 6-я, 56-я стрелковые дивизии (держали оборону от литовской границы до реки Свислочь)
- Резерв: 2-я, 21-я стрелковые дивизии, 33-я Кубанская дивизия

#### 15-я армия(центральный участок Западного фронта)
Командарм Август Корк
- 11-я, 6-я стрелковые дивизии (держали оборону по реке Свислочь)
- Резерв: 27-я стрелковая дивизия, отряд ВОХР

#### 16-я армия
Командарм Николай Соллогуб
- 17-я, 48-я стрелковые дивизии (заняли позиции к югу от Свислочи)
- Резерв: 8-я и 10-я стрелковые дивизии

#### 4-я армия(южный фланг Западного фронта)
Командарм Александр Шуваев
- 19-я, 55-я, 57-я стрелковые дивизии, 17-я кавалерийская дивизия (защищали пинское направление)

Всего около 90 тысяч бойцов, около 250 орудий.
Им противостояла польская группировка под общим оперативным командованием маршала Юзефа Пилсудского:

#### 2-я армия
Генерал Эдвард Рыдз-Смиглы
- Фронтальная группа (3-я пехотная дивизия легионеров, Горная и Добровольческая дивизии)
- Обходная группа (1-я пехотная дивизия легионеров, 1-я Литовско-Белорусская дивизия, 2-я и 4-я кавалерийские бригады)
- 17-я пехотная дивизия
- Группа тяжёлой артиллерии (генерал Игнацы Ледуховский)

Всего: 44 000 штыков, 9000 сабель

#### 4-я армия
Генерал Леонард Скерский
- 11-я, 14-я, 16-я пехотные дивизии

Оперативная группа генерала Владислава Юнга
- 15-я пехотная дивизия
- 4-я пехотная бригада
- 18-й уланский полк
- 215-й Добровольческий уланский полк

Всего: 33 000 штыков, 6000 сабель
Резерв Генштаба: около 30 000 человек

### Бои за Гродно
20 сентября 1920 года 21-я Горная дивизия генерала Анджея Галицы и 22-я Добровольческая дивизия полковника Адама Коца нанесли удар по северному флангу Западного фронта. Удар пришёлся по позициям 5-й и 6-й стрелковых дивизий, защищающих подступы к Гродно. Одновременно, на южном фланге началось наступление 3-й ДП Легионов на позиции 11-й и 6-й стрелковых дивизий. Первые польские атаки увенчались успехом. Противник был отброшен с позиций, а два полка полностью уничтожены. Однако, вскоре, по приказу Тухачевского под Гродно стали подтягиваться резервы 3-й армии. Которая перешла в контратаку 22 сентября. Силы были примерно равны. Против 19 000 штыков и 124 орудий поляков действовали 20 000 штыков и 100 орудий Красной Армии. Завязались упорные и тяжёлые бои. Одни и те же позиции по нескольку раз переходили из рук в руки. Прорвать польскую оборону войскам Тухачевского не удалось. Однако, и наступление 2-й армии заглохло. Тем не менее, основные силы Западного фронта на центральном участке были скованы.
Тем временем, польская ударная обходная группа прорвала слабую оборону литовской границы и двинулась на Друскининкай. С ходу, правда, взять мост через Неман не удалось. После нескольких часов перестрелки и атаки эскадрона 211-го полка уланов мост был захвачен. Шедшая за кавалерией пехота окончательно подавила слабое сопротивление литовских войск. Пройдя литовские земли, ударная обходная группа вновь вышла на польскую территорию.
Вечером 23 сентября 205-й полк пехоты майора Бернарда Монда (из состава 22-й Добровольческой дивизии) прорвался к Неману у деревни Гожа к северу от Гродно, захватил мост, перешёл реку и повернул на город. Впрочем, успех полка не был использован в должной мере, поскольку сообщение о нём штаб 22-й дивизии получил только через сутки. В это же самое время на южном фланге в бой вступила 4-я польская армия. Находящаяся в её составе ударная группа генерала Владислава Юнга прорвала фронт и вскоре вступила в Волковыск. Польское наступление на южном участке Западного фронта явилось полной неожиданностью для Михаила Тухачевского, полагавшего, что противник полностью сосредоточился на гродненском направлении и не располагает силами для проведения наступательных действий на других участках. В спешном порядке к Волковыску были переброшены 56-я стрелковая бригада с гродненского участка, а также 27-я стрелковая дивизия.
В ночь на 24 сентября советские войска отбили Волковыск. Однако, переброска 56-й бригады значительно ослабила гродненское направление, на которое по приказу командующего стали поступать дополнительные резервы. Утром 24 сентября в штаб Западного фронта поступило сообщение о том, что польская обходная группа разбила литовцев, заняла мост в Друскенниках и угрожает тылам 3-й армии. В штабе полагали, что поляки двигаются на Гродно. Замешательство усугублял тот факт, что среди последних каким-то образом оказался и 205-й полк майора Бернарда Монда из 22-й Добровольческой дивизии, который ещё совсем недавно находился в составе фронтальной ударной группировки. Для нейтрализации угрозы 3-й армии к Друскенникам были высланы 2-я и 21-я стрелковые дивизии. При этом в штабе Западного фронта не учли возможность манёвра польских войск.
25 сентября наступил перелом в Неманском сражении. Нажим польских войск на Гродно усиливался с каждой минутой. Чтобы отрезать 3-й армии пути к отступлению, Пилсудский приказал ударной группе двигаться быстрым маршем на Лиду и взять её. В этот же день командарм 3-й армии Владимир Лазаревич получил сообщение о том, что польские подразделения действуют в тылу армии на такой глубине, что об этом ранее и предположить никто не мог. После консультации с Тухачевским командарм отдал приказ об отступлении армии на Лиду. Такой же приказ в отношении всего Западного фронта передал в войска и сам Тухачевский. В ночь на 26 сентября 22-я польская Добровольческая дивизия ворвалась в Гродно и продолжила свой марш на восток. К югу от Гродно 3-я дивизия пехоты Легионов форсировала Неман. Вся линия фронта стала смещаться к востоку.

### Разгром 3-й армии РККА
Вечером 25 сентября маршал Пилсудский отдал приказ 2-й и 4-й армиям о мерах по пресечению отхода войск Западного фронта. Самая главная задача выпадала на долю ударной группы, которая должна была замкнуть кольцо вокруг Лиды и задержать отступающую 3-ю армию и вынудить её свернуть на Барановичи. А тем временем, 4-я польская армия, взяв Барановичи, отсекает пути отхода 15-й и 16-й армий. План был смелым, но довольно рискованным. Растянутая ударная группа в составе двух дивизий пехоты и двух бригад кавалерии — 10 тыс. штыков и 2, 5 тыс. сабель — вступала в бой с 3-й армией, насчитывающей свыше 21 тыс. штыков и 1, 6 тыс. сабель. Вечером 26 сентября взятый в плен 1-й ДП Легионов начальник связи 21-й стрелковой дивизии РККА сообщил подробности об отступлении 3-й армии и марше своей дивизии. Благодаря этой информации, 1-я ДП Легионов при поддержке 2-й БК атаковала на марше 21-ю дивизию у Радуни и, нанеся ей серьёзные потери, вынудила изменить маршрут движения.
А в это время в лесу Кровавый Бор произошло трёхчасовое сражение между двумя полками Литовско-Белорусской дивизии с отступающими на восток 5-й и 6-й стрелковыми дивизиями РККА. В полной темноте, сгрудившись возле своих командиров небольшими группами, солдаты беспорядочно стреляли, дрались прикладами и штыками, совершенно не видя противника. В этом кровавом и неравном бою оба польских полка понесли тяжёлые потери и отступили. В целом же в этот день поляки взяли в плен более 1000 красноармейцев и значительную часть артиллерии 3-й армии. Оперативный контроль над 3-й армией был утрачен. Штаб Лазаревича бежал в Лиду вместе с командармом, оставив подчинённые ему дивизии на произвол судьбы.
26 сентября партизанский отряд Станислава Булак-Балаховича (отряд насчитывал около 1000 сабель) внезапным ударом захватил Пинск и расположенный в нём штаб 4-й армии в полном составе, за исключением командарма. Взяв при этом 5 тысяч пленных, 100 пулемётов, четыре вагона с военным снаряжением и боеприпасами, а также два бронепоезда. Это вызвало бегство красноармейцев в северо-восточном направлении. Фактически 4-я армия перестала существовать, как боевая единица. В октябре в Пинске обосновался штаб добровольческой армии генерала Балаховича.
Тем временем, 1-я дивизия пехоты Легионов нанесла сильный удар по Лиде, вновь обратив в бегство Лазаревича с его штабом. На этот раз командарм окончательно потерял контроль над вверенными ему дивизиями. Которые, впрочем, хотя и неорганизованно, попытались отбросить польские войска из города. Весь день 28 сентября продолжалось кровопролитное сражение за Лиду. Утром город штурмовала 5-я стрелковая дивизия РККА. А днём — части 56-й дивизии. Около 22 часов к Лиде подошла 21-я стрелковая дивизия и предприняла третий штурм. Который также не принёс нападавшим успеха. 21-я дивизия понесла тяжёлые потери и полностью утратила боевой дух. Наутро 29 сентября сражение под Лидой завершилось. 3-я армия Владимира Лазаревича была полностью разгромлена. 10 тысяч красноармейцев попали в плен. Поляки захватили более 40 орудий и множество обозов с амуницией.

## Завершение советско-польской войны

Итоги войны — обстановка на декабрь 1920 года

Сразу же после окончания боёв польский лидер прибыл в Гродно, а затем в Лиду. Ознакомившись с положением дел, он принял решение оттеснить советские войска к Новогрудку, окружить их там и уничтожить, используя все имеющиеся в наличии силы. То-есть, 2-ю и 4-ю армии, а также ударную группу. Успех операции зависел, прежде всего, от быстроты действий. Однако, Пилсудский не учёл того, что польские войска были сильно измотаны непрерывными боями и нуждались в отдыхе. Так что большинство частей РККА сумело выскользнуть из окружения и быстро отойти на восток. В ходе Неманского сражения польские войска захватили 40 тысяч пленных, 140 орудий, а также огромное количество лошадей, обозов с боеприпасами и амуницией. Операция по завершению уничтожения остатков Западного фронта продолжалась вплоть до прекращения боевых действий в рамках Рижского договора. 12 октября польские части вновь вошли в Минск и Молодечно.
Ещё 23 сентября, в условиях уже второй надвигающейся катастрофы Западного фронта на чрезвычайной сессии ВЦИК было принято решение об отказе выдвинутых Польше первоначальных требований. Советская Россия признавала независимость Литвы, Польши и Белоруссии, передавала Польше Западную Украину и Западную Белоруссию, а также выплачивала Польше огромную контрибуцию за причинённый ущерб и вывезенное имущество. На этих условиях в Риге 12 октября 1920 года было подписано соглашение о прекращении боевых действий (вступающее в силу 18 октября) и соглашение о предварительных условиях мира (см. Рижский договор)